# 天平神護
天平神護（765年正月初七—767年八月十六）是奈良時代稱德天皇之年號。

## 改元
- 天平宝字九年正月初七（765年2月1日）：改元天平神护。
- 天平神护三年八月十六（767年9月13日）：改元神護景雲。

## 紀年
| 天平神護 | 元年  | 二年  | 三年  |
| 公元     | 765年 | 766年 | 767年 |
| 干支     | 乙巳  | 丙午  | 丁未  |

## 參看
- 日本年號索引
- 同期存在的其他政权的紀年
  - 永泰（765年正月—766年十一月）：唐朝唐代宗之年號
  - 大曆（766年十一月—779年十二月）：唐代宗之年號
  - 大興（738年—794年）：渤海文王大欽茂之年號
  - 贊普鍾（752年—768年）：南詔領袖閣羅鳳之年號